# 叶民
叶民（1965年7月—），男，汉族，江苏扬州人，中华人民共和国政治人物。曾任生态环境部副部长、党组成员，国家核安全局局长，现任工业和信息化部党组成员、中央纪委国家监委驻工业和信息化部纪检监察组组长。中国共产党第二十届中央纪律检查委员会委员。

## 生平
1983年9月，考入清华大学土木与环境工程系环境工程专业。1988年7月，赴中国原子能科学研究院攻读辐射防护与保健物理专业硕士。
1991年7月硕士毕业后，赴环保系统工作，历任国家核安全局、国家科委干部，国家环境保护局科技标准司干部、科技发展处主任科员，国家环境保护总局行政体制与人事司人力资源处主任科员、助理调研员，核安全司放射性废物管理处副处长、处长，辐射环境与综合管理处处长。
2005年7月，升任国家环境保护总局核安全管理司（辐射安全管理司）助理巡视员、副巡视员，期间挂任新疆维吾尔自治区环境保护局副局长。2008年9月结束挂职后，任环境保护部核安全管理司（辐射安全管理司）副司长。
2010年9月，升任环境保护部华南核与辐射安全监督站主任。2012年12月，任环境保护部辐射源安全监管司司长。2016年11月，任环境保护部行政体制与人事司司长。2018年11月，改任生态环境部行政体制与人事司司长。
2021年2月，升任生态环境部副部长、党组成员，国家核安全局局长。
2022年10月，当选为中国共产党第二十届中央纪律检查委员会委员。同月，赴任工业和信息化部党组成员、中央纪委国家监委驻工业和信息化部纪检监察组组长。